# 7 juin 1958
Le samedi 7 juin 1958 est le 158e jour de l'année 1958.

## Naissances
- Éric Alauzet, homme politique français
- Bradley Denton, écrivain américain de science-fiction et d'horreur
- Chen Weiqiang, haltérophile chinois
- Daniel Hourcade, joueur et entraîneur argentin de rugby à XV
- Elvire Murail, écrivaine française
- Erich Übelhardt, coureur cycliste suisse, spécialiste du VTT cross-country
- Fouzia Assouli, activiste féministe marocaine
- Francesca Thyssen-Bornemisza, archiduchesse autrichienne
- James J. Schmitt, personnalité politique américaine
- Nick Marck, réalisateur américain
- Prince (mort le 21 avril 2016), musicien et chanteur américain

## Décès
- Denis Saurat (né le 21 mars 1890), auteur et universitaire français
- Eugène Louis Bucquoy (né le 9 octobre 1879), uniformologue français

## Événements
- Création de l'estadio Miguel Grau à Piura (Pérou)
- Premier voyage du général de Gaulle en Algérie. Devant la foule réunie à Alger, il lance la phrase « Je vous ai compris ! »[1].